# 秀島一生
秀島 一生（ひでしま いっせい、1946年1月1日 - ）は、日本の旅行・航空評論家、サービスコンサルタント。
株式会社FIRST AGENTの業務提携タレントとして各メディアで活動しているほか、拓殖大学客員教授も務めている。

## 略歴
東京都千代田区出身。1964年東京都立日比谷高等学校卒業。
1968年日本航空に入社。客室乗務員として経験を積んだ後、国際線チーフパーサーとして30年乗務していた。1998年に退社し、航空を中心とする評論家としての活動を始める。2001年の第19回参議院議員通常選挙比例区に自由連合公認で出馬するが落選。ウェブサイトやテレビ番組・映画などの監修や各地での講演会を開催。学校法人菅原学園や早稲田大学エクステンションセンター講師の後、現在「拓殖大学客員教授」も務めている。
1970年代からの政府・国土交通省の総合交通政策並びに現行の航空政策について批判的な評論も聞かれ、「安全政策に辛口」の定評もある。また、日本航空の経営再建問題に絡んで、メディアで「歴代日本航空経営陣の放漫経営とその責任の取り方」について、追及すべきとの意見を述べてきたこともある。山崎豊子原作の小説「沈まぬ太陽」の映画化にあたっては、秀島が自ら監修を務めた。

## 主な出演番組

### テレビ
- NHK総合
  - 経済ビジョンe
- 日本テレビ
  - ズームイン!!SUPER
  - スッキリ!!
  - DON!
  - news every.
  - NEWS ZERO
  - ZIP!
- テレビ朝日
  - 報道ステーション
  - サンデープロジェクト
  - ワイド!スクランブル
  - サンデースクランブル
  - スーパーモーニング
  - スーパーJチャンネル
- TBS
  - ひるおび!
  - ピンポン!
  - イブニングワイド
  - ブロードキャスター
- テレビ東京
  - FINE!
- フジテレビ
  - スーパーニュース
  - ニュースJAPAN
  - 情報プレゼンター とくダネ!
  - めざましテレビ
  - 知りたがり!
- 毎日放送
  - ちちんぷいぷい
- 読売テレビ
  - 情報ライブ ミヤネ屋

### ラジオ
- NHK第1
  - 各種報道番組
- TBSラジオ
  - 生島ヒロシのおはよう一直線
  - 荒川強啓のデイキャッチ・スコープ
  - 爆笑問題の日曜サンデー
- 文化放送
  - 川中美幸 人・うた・心
- TOKYO FM
  - クロノス・wanda　ワンショットコラム
- J-WAVE
  - JAM THE WORLD
- BAYFM
  - 小島麻子の「アンサー」
- CBCラジオ
  - 多田しげおの気分爽快!!朝からP・O・N
- 毎日放送
  - ゴー傑P
- RCCラジオ
  - 寺内優のおはようラジオ

## 著作など
- 間違いだらけのエアライン選び（マガジンハウス社）
- 飛行機のしくみ―なぜ空を自由に飛べるのかをわかりやすい絵で一発解説!（2008年4月5日、ぶんか社）ISBN 978-4821151547
- JALvsANA比較（日経トレンディー特集号）
- 週刊昭和 34号〈昭和53年〉[3]、38号〈昭和59-60年〉[4]（朝日新聞社）